# Tauriphila risi
Die Tauriphila risi ist eine Libellenart der Gattung Tauriphila aus der Unterfamilie Pantalinae. Ihr Verbreitungsgebiet erstreckt sich von Brasilien und Bolivien bis Zentralargentinien.

## Merkmale
Das Tier erreicht eine Länge von 40 bis 44 Millimeter. Sein Brustkorb (Thorax) ist rötlich braun und weist zwei nicht leicht zu erkennende weiße Seitenstreifen auf. Der Hinterleib (Abdomen) der Libelle ist orange bis bräunlich mit einem dunklen Strich entlang der Rückenmitte. Die Hinterflügel sind zwischen 34 mm und 38 mm lang und besitzen ein braunes Band am Ansatz sowie einen winzigen braunen Fleck am Nodus. Die Basis des Hinterflügels ist im Gegensatz zur Macrodiplax marcella nicht verbreitert, was eine Unterscheidung der sonst in Aussehen und Verhalten sehr ähnlichen Arten erlaubt.

## Lebensweise
Tauriphila risi fängt ihre Beute im segelnden Flug. Sie setzt sich selten und wenn nur versteckt auf dünne Zweige. Die Tiere kommen oft in Schwärmen vor.